# Hermannia louisiae
Hermannia louisiae är en kvalsterart som beskrevs av Wet 1993. Hermannia louisiae ingår i släktet Hermannia och familjen Hermanniidae. Inga underarter finns listade i Catalogue of Life.